# Alejandro Sabella
Alejandro Sabella (IPA: /saˈβela/) (Buenos Aires, 5 novembre 1954 – Buenos Aires, 8 dicembre 2020) è stato un calciatore e allenatore di calcio argentino, di ruolo centrocampista.

## Carriera

### Giocatore

#### Club
Cresciuto nelle giovanili del River Plate, debuttò in prima squadra nel 1974 e con il club della Capital Federal vinse due volte il Metropolitano e una volta il Nacional. Nell'estate del 1978 si trasferì in Inghilterra, allorché venne acquistato dallo Sheffield United, con la cui maglia disputò due stagioni prima di trasferirsi al Leeds, dove rimase fino alla fine del 1981.
Terminata l'esperienza inglese, tornò in Argentina, sottoscrivendo un contratto con l'Estudiantes allenato da Carlos Bilardo. Con la maglia del club platense vinse altri due titoli nazionali, imponendosi nel Nacional nel 1982 e 1983. Dopo una parentesi tra le file dei brasiliani del Grêmio (1985) tornò all'Estudiantes, prima di passare al Ferro Carril Oeste. Chiuse la carriera nel 1989 con la maglia del club messicano dell'Irapuato.

#### Nazionale
Militò nel biennio 1983-1984 nell'Argentina guidata da Carlos Bilardo, già suo allenatore all'Estudiantes, collezionando 8 presenze e partecipando alla Copa América 1983.

### Allenatore

#### Da vice di Passarella ai successi con l'Estudiantes
Dopo un lungo periodo trascorso in veste di vice allenatore di Daniel Passarella (Argentina, Uruguay, Parma, Monterrey, Corinthians e River Plate), il 15 marzo 2009 viene ingaggiato come allenatore dell'Estudiantes, conducendolo dopo pochi mesi alla vittoria della Coppa Libertadores e, un anno dopo, alla vittoria dell'Apertura 2010. Lascia il club platense il 4 febbraio 2011, a pochi giorni dall'inizio del Clausura 2011, per divergenze con la dirigenza della società che non lo aveva soddisfatto in chiave di mercato con le cessioni di Marcos Rojo allo Spartak Mosca e di Federico Fernández al Napoli.

#### CT dell'Argentina
Dopo aver quasi chiuso l'accordo con l'Al-Jazira Club, sodalizio degli Emirati Arabi Uniti, rinuncia all'offerta a seguito dell'interesse nei suoi confronti mostrato dall'AFA come sostituto di Sergio Batista nel ruolo di CT della nazionale argentina, alla cui guida viene quindi ingaggiato il 2 agosto 2011.. Guida la nazionale durante i mondiali brasiliani, conquistando la finale, poi persa contro la Germania per 1 a 0. Al termine del torneo, come annunciato prima della finale, Sabella ha terminato il suo contratto con l'Albiceleste, lasciando il posto a Gerardo Martino.

### Morte
Già sofferente di problemi cardiaci, viene ricoverato d'urgenza il 25 novembre 2020 per un malore, dopo aver appreso della morte dell'amico Diego Armando Maradona. Le condizioni, aggravatesi col passare delle ore, lo portano alla morte pochi giorni dopo.

## Statistiche

### Giocatore

#### Cronologia presenze e reti in nazionale
| Cronologia completa delle presenze e delle reti in nazionale ― Argentina | Cronologia completa delle presenze e delle reti in nazionale ― Argentina | Cronologia completa delle presenze e delle reti in nazionale ― Argentina | Cronologia completa delle presenze e delle reti in nazionale ― Argentina | Cronologia completa delle presenze e delle reti in nazionale ― Argentina | Cronologia completa delle presenze e delle reti in nazionale ― Argentina | Cronologia completa delle presenze e delle reti in nazionale ― Argentina | Cronologia completa delle presenze e delle reti in nazionale ― Argentina |
| Data                                                                     | Città                                                                    | In casa                                                                  | Risultato                                                                | Ospiti                                                                   | Competizione                                                             | Reti                                                                     | Note                                                                     |
| ------------------------------------------------------------------------ | ------------------------------------------------------------------------ | ------------------------------------------------------------------------ | ------------------------------------------------------------------------ | ------------------------------------------------------------------------ | ------------------------------------------------------------------------ | ------------------------------------------------------------------------ | ------------------------------------------------------------------------ |
| 12-5-1983                                                                | Santiago del Cile                                                        | Cile                                                                     | 2 – 2                                                                    | Argentina                                                                | Amichevole                                                               | -                                                                        | 68’                                                                      |
| 21-7-1983                                                                | Buenos Aires                                                             | Argentina                                                                | 0 – 0                                                                    | Paraguay                                                                 | Copa Félix Bogado                                                        | -                                                                        |                                                                          |
| 10-8-1983                                                                | Quito                                                                    | Ecuador                                                                  | 2 – 2                                                                    | Argentina                                                                | Coppa America 1983 - Primo turno                                         | -                                                                        |                                                                          |
| 24-8-1983                                                                | Buenos Aires                                                             | Argentina                                                                | 1 – 0                                                                    | Brasile                                                                  | Coppa America 1983 - Primo turno                                         | -                                                                        |                                                                          |
| 7-9-1983                                                                 | Buenos Aires                                                             | Argentina                                                                | 2 – 2                                                                    | Ecuador                                                                  | Coppa America 1983 - Primo turno                                         | -                                                                        |                                                                          |
| 14-9-1983                                                                | Rio de Janeiro                                                           | Brasile                                                                  | 0 – 0                                                                    | Argentina                                                                | Coppa America 1983 - Primo turno                                         | -                                                                        | 65’                                                                      |
| 17-6-1984                                                                | San Paolo                                                                | Brasile                                                                  | 0 – 0                                                                    | Argentina                                                                | Amichevole                                                               | -                                                                        |                                                                          |
| 18-7-1984                                                                | Montevideo                                                               | Uruguay                                                                  | 1 – 0                                                                    | Argentina                                                                | Amichevole                                                               | -                                                                        |                                                                          |
| Totale                                                                   |                                                                          | Presenze                                                                 | 8                                                                        |                                                                          | Reti                                                                     |                                                                          |                                                                          |

### Allenatore

#### Club
Statistiche aggiornate al 25 ottobre 2017. In grassetto le competizioni vinte.
| Stagione           | Squadra            | Campionato         | Campionato | Campionato | Campionato | Campionato | Coppe nazionali | Coppe nazionali | Coppe nazionali | Coppe nazionali | Coppe nazionali | Coppe continentali | Coppe continentali | Coppe continentali | Coppe continentali | Coppe continentali | Altre coppe | Altre coppe | Altre coppe | Altre coppe | Altre coppe | Totale | Totale | Totale | Totale | Vittorie % |
| Stagione           | Squadra            | Comp               | G          | V          | N          | P          | Comp            | G               | V               | N               | P               | Comp               | G                  | V                  | N                  | P                  | Comp        | G           | V           | N           | P           | G      | V      | N      | P      | %          |
| ------------------ | ------------------ | ------------------ | ---------- | ---------- | ---------- | ---------- | --------------- | --------------- | --------------- | --------------- | --------------- | ------------------ | ------------------ | ------------------ | ------------------ | ------------------ | ----------- | ----------- | ----------- | ----------- | ----------- | ------ | ------ | ------ | ------ | ---------- |
| 2009               | Estudiantes        | PD(Clau)           | 13         | 7          | 4          | 2          |                 |                 |                 |                 |                 | CL                 | 11                 | 8                  | 3                  | 0                  |             |             |             |             |             | 24     | 15     | 7      | 2      | 62,50      |
| 2009-2010          | Estudiantes        | PD(Ape+Clau)       | 38         | 21         | 8          | 9          |                 |                 |                 |                 |                 | CL+CS              | 10+2               | 7+0                | 1+1                | 2+1                | RS+Cmc      | 2+2         | 0+1         | 1+0         | 1+1         | 54     | 29     | 11     | 14     | 53,70      |
| 2010-mar.2011      | Estudiantes        | PD(Ape)            | 19         | 14         | 3          | 2          |                 |                 |                 |                 |                 | CL                 |                    |                    |                    |                    |             |             |             |             |             | 19     | 14     | 3      | 2      | 73,68      |
| Totale Estudiantes | Totale Estudiantes | Totale Estudiantes | 70         | 42         | 15         | 13         |                 |                 |                 |                 |                 |                    | 23                 | 15                 | 5                  | 3                  |             | 4           | 1           | 1           | 2           | 97     | 58     | 21     | 18     | 59,79      |

#### Nazionale
| Squadra   | Naz                  | da            | a              | Record | Record | Record | Record     | Record | Record | Record | Record |
| G         | V                    | N             | P              | GF     | GS     | DR     | Vittorie % |        |        |        |        |
| --------- | -------------------- | ------------- | -------------- | ------ | ------ | ------ | ---------- | ------ | ------ | ------ | ------ |
| Argentina | Argentina (bandiera) | 2 agosto 2011 | 30 luglio 2014 | 41     | 26     | 10     | 5          | 75     | 32     | +43    | 63,41  |

#### Nazionale nel dettaglio
| 2011             | Argentina        | Qual. Mondiale   | 1º               | 4  | 2  | 1  | 1 | 50,00 | 7  | 4  | +3  |
| 2012             | Argentina        | Qual. Mondiale   | 1º               | 5  | 4  | 1  | 0 | 80,00 | 13 | 3  | +10 |
| 2013             | Argentina        | Qual. Mondiale   | 1º               | 7  | 3  | 3  | 1 | 42,86 | 15 | 8  | +7  |
| 2014             | Argentina        | Mondiale         | Finale ( 2º)     | 7  | 5  | 1  | 1 | 71,43 | 8  | 3  | +5  |
| Dal 2011 al 2014 | Argentina        | Amichevoli       |                  | 18 | 12 | 4  | 2 | 66,67 | 32 | 14 | +18 |
| Totale Argentina | Totale Argentina | Totale Argentina | Totale Argentina | 41 | 26 | 10 | 5 | 63,41 | 75 | 32 | +43 |

#### Panchine da commissario tecnico della nazionale argentina
| Cronologia completa delle presenze e delle reti in nazionale ― Argentina | Cronologia completa delle presenze e delle reti in nazionale ― Argentina | Cronologia completa delle presenze e delle reti in nazionale ― Argentina | Cronologia completa delle presenze e delle reti in nazionale ― Argentina | Cronologia completa delle presenze e delle reti in nazionale ― Argentina | Cronologia completa delle presenze e delle reti in nazionale ― Argentina | Cronologia completa delle presenze e delle reti in nazionale ― Argentina | Cronologia completa delle presenze e delle reti in nazionale ― Argentina |
| Data                                                                     | Città                                                                    | In casa                                                                  | Risultato                                                                | Ospiti                                                                   | Competizione                                                             | Reti                                                                     | Note                                                                     |
| ------------------------------------------------------------------------ | ------------------------------------------------------------------------ | ------------------------------------------------------------------------ | ------------------------------------------------------------------------ | ------------------------------------------------------------------------ | ------------------------------------------------------------------------ | ------------------------------------------------------------------------ | ------------------------------------------------------------------------ |
| 2-9-2011                                                                 | Calcutta                                                                 | Venezuela                                                                | 0 – 1                                                                    | Argentina                                                                | Coppa Times of India                                                     | Nicolas Otamendi                                                         | Cap: L.Messi                                                             |
| 6-9-2011                                                                 | Dacca                                                                    | Argentina                                                                | 3 – 1                                                                    | Nigeria                                                                  | Amichevole                                                               | Gonzalo Higuain Angel Di Maria autorete                                  | Cap: L.Messi                                                             |
| 14-9-2011                                                                | Córdoba                                                                  | Argentina                                                                | 0 – 0                                                                    | Brasile                                                                  | Superclásico de las Américas                                             | -                                                                        | Cap: S.Dominguez                                                         |
| 28-9-2011                                                                | Belém                                                                    | Brasile                                                                  | 2 – 0                                                                    | Argentina                                                                | Superclásico de las Américas                                             | -                                                                        | Cap: S.Dominguez                                                         |
| 7-10-2011                                                                | Buenos Aires                                                             | Argentina                                                                | 4 – 1                                                                    | Cile                                                                     | Qual. Mondiali 2014                                                      | 3 Gonzalo Higuain Lionel Messi                                           | Cap: L.Messi                                                             |
| 11-10-2011                                                               | Puerto La Cruz                                                           | Venezuela                                                                | 1 – 0                                                                    | Argentina                                                                | Qual. Mondiali 2014                                                      | -                                                                        | Cap: L.Messi                                                             |
| 11-11-2011                                                               | Buenos Aires                                                             | Argentina                                                                | 1 – 1                                                                    | Bolivia                                                                  | Qual. Mondiali 2014                                                      | Ezequiel Lavezzi                                                         | Cap: L.Messi                                                             |
| 15-11-2011                                                               | Barranquilla                                                             | Colombia                                                                 | 1 – 2                                                                    | Argentina                                                                | Qual. Mondiali 2014                                                      | Lionel Messi Sergio Aguero                                               | Cap: L.Messi                                                             |
| 29-2-2012                                                                | Berna                                                                    | Svizzera                                                                 | 1 – 3                                                                    | Argentina                                                                | Amichevole                                                               | 3 Lionel Messi 1 (rig.)                                                  | Cap: L.Messi                                                             |
| 2-6-2012                                                                 | Buenos Aires                                                             | Argentina                                                                | 4 – 0                                                                    | Ecuador                                                                  | Qual. Mondiali 2014                                                      | Sergio Aguero Gonzalo Higuain Lionel Messi Angel Di Maria                | Cap: L.Messi                                                             |
| 8-6-2012                                                                 | East Rutherford                                                          | Brasile                                                                  | 3 – 4                                                                    | Argentina                                                                | Amichevole                                                               | 3 Lionel Messi Federico Fernandez                                        | Cap: L.Messi                                                             |
| 15-8-2012                                                                | Francoforte sul Meno                                                     | Germania                                                                 | 1 – 3                                                                    | Argentina                                                                | Amichevole                                                               | autorete Lionel Messi Angel Di Maria                                     | Cap: L.Messi                                                             |
| 7-9-2012                                                                 | Córdoba                                                                  | Argentina                                                                | 3 – 1                                                                    | Paraguay                                                                 | Qual. Mondiali 2014                                                      | Angel Di Maria Gonzalo Higuain Lionel Messi                              | Cap: L.Messi                                                             |
| 11-9-2012                                                                | Lima                                                                     | Perù                                                                     | 1 – 1                                                                    | Argentina                                                                | Qual. Mondiali 2014                                                      | Gonzalo Higuain                                                          | Cap: L.Messi                                                             |
| 19-9-2012                                                                | Goiânia                                                                  | Brasile                                                                  | 2 – 1                                                                    | Argentina                                                                | Superclásico de las Américas                                             | Juan Manuel Martínez                                                     | Cap: S.Dominguez                                                         |
| 12-10-2012                                                               | Mendoza                                                                  | Argentina                                                                | 3 – 0                                                                    | Uruguay                                                                  | Qual. Mondiali 2014                                                      | 2 Lionel Messi Sergio Aguero                                             | Cap: L.Messi                                                             |
| 16-10-2012                                                               | Santiago del Cile                                                        | Cile                                                                     | 1 – 2                                                                    | Argentina                                                                | Qual. Mondiali 2014                                                      | Lionel Messi Gonzalo Higuain                                             | Cap: L.Messi                                                             |
| 14-11-2012                                                               | Riad                                                                     | Arabia Saudita                                                           | 0 – 0                                                                    | Argentina                                                                | Amichevole                                                               | -                                                                        | Cap: L.Messi                                                             |
| 21-11-2012                                                               | Buenos Aires                                                             | Argentina                                                                | 2 – 1                                                                    | Brasile                                                                  | Superclásico de las Américas                                             | 2 Ignacio Scocco 1 (rig.)                                                | Cap: S.Dominguez                                                         |
| 6-2-2013                                                                 | Stoccolma                                                                | Svezia                                                                   | 2 – 3                                                                    | Argentina                                                                | Amichevole                                                               | autorete Sergio Aguero Gonzalo Higuain                                   | Cap: L.Messi                                                             |
| 22-3-2013                                                                | Buenos Aires                                                             | Argentina                                                                | 3 – 0                                                                    | Venezuela                                                                | Qual. Mondiali 2014                                                      | 2 Gonzalo Higuain Lionel Messi (rig.)                                    | Cap: L.Messi                                                             |
| 26-3-2013                                                                | La Paz                                                                   | Bolivia                                                                  | 1 – 1                                                                    | Argentina                                                                | Qual. Mondiali 2014                                                      | Ever Banega                                                              | Cap: L.Messi                                                             |
| 7-6-2013                                                                 | Buenos Aires                                                             | Argentina                                                                | 0 – 0                                                                    | Colombia                                                                 | Qual. Mondiali 2014                                                      | -                                                                        | Cap: J.Mascherano                                                        |
| 11-6-2013                                                                | Quito                                                                    | Ecuador                                                                  | 1 – 1                                                                    | Argentina                                                                | Qual. Mondiali 2014                                                      | Sergio Aguero (rig.)                                                     | Cap: J.Mascherano                                                        |
| 14-6-2013                                                                | Città del Guatemala                                                      | Guatemala                                                                | 0 – 4                                                                    | Argentina                                                                | Amichevole                                                               | 3 Lionel Messi 1 (rig.) Augusto Fernandez                                | Cap: L.Messi                                                             |
| 14-8-2013                                                                | Roma                                                                     | Italia                                                                   | 1 – 2                                                                    | Argentina                                                                | Amichevole                                                               | Gonzalo Higuain Ever Banega                                              | Cap: J.Mascherano                                                        |
| 10-9-2013                                                                | Asunción                                                                 | Paraguay                                                                 | 2 – 5                                                                    | Argentina                                                                | Qual. Mondiali 2014                                                      | 2 Lionel Messi 2 (rig.) Sergio Aguero Angel Di Maria Maxi Rodríguez      | Cap: L.Messi                                                             |
| 11-10-2013                                                               | Buenos Aires                                                             | Argentina                                                                | 3 – 1                                                                    | Perù                                                                     | Qual. Mondiali 2014                                                      | 2 Ezequiel Lavezzi Rodrigo Palacio                                       | Cap: A. Di Maria                                                         |
| 15-10-2013                                                               | Montevideo                                                               | Uruguay                                                                  | 3 – 2                                                                    | Argentina                                                                | Qual. Mondiali 2014                                                      | 2 Maxi Rodríguez                                                         | Cap: M.Rodriguez                                                         |
| 15-11-2013                                                               | East Rutherford                                                          | Argentina                                                                | 0 – 0                                                                    | Ecuador                                                                  | Amichevole                                                               | -                                                                        | Cap: J.Mascherano                                                        |
| 19-11-2013                                                               | Saint Louis                                                              | Argentina                                                                | 2 – 0                                                                    | Bosnia ed Erzegovina                                                     | Amichevole                                                               | 2 Sergio Aguero                                                          | Cap: J.Mascherano                                                        |
| 5-3-2014                                                                 | Bucarest                                                                 | Romania                                                                  | 0 – 0                                                                    | Argentina                                                                | Amichevole                                                               | -                                                                        | Cap: L.Messi                                                             |
| 4-6-2014                                                                 | Buenos Aires                                                             | Argentina                                                                | 3 – 0                                                                    | Trinidad e Tobago                                                        | Amichevole                                                               | Rodrigo Palacio Javier Mascherano Maxi Rodríguez                         | Cap: L.Messi                                                             |
| 7-6-2014                                                                 | La Plata                                                                 | Argentina                                                                | 2 – 0                                                                    | Slovenia                                                                 | Amichevole                                                               | Ricardo Alvarez Lionel Messi                                             | Cap: J.Mascherano                                                        |
| 15-6-2014                                                                | Rio de Janeiro                                                           | Argentina                                                                | 2 – 1                                                                    | Bosnia ed Erzegovina                                                     | Mondiali 2014 - Fase a gironi                                            | autorete Lionel Messi                                                    | Cap: L.Messi                                                             |
| 21-6-2014                                                                | Belo Horizonte                                                           | Argentina                                                                | 1 – 0                                                                    | Iran                                                                     | Mondiali 2014 - Fase a gironi                                            | Lionel Messi                                                             | Cap: L.Messi                                                             |
| 25-6-2014                                                                | Porto Alegre                                                             | Nigeria                                                                  | 2 – 3                                                                    | Argentina                                                                | Mondiali 2014 - Fase a gironi                                            | 2 Lionel Messi Marcos Rojo                                               | Cap: L.Messi                                                             |
| 1-7-2014                                                                 | San Paolo                                                                | Argentina                                                                | 1 – 0 dts                                                                | Svizzera                                                                 | Mondiali 2014 - Ottavi di finale                                         | Angel Di Maria                                                           | Cap: L.Messi                                                             |
| 5-7-2014                                                                 | Brasilia                                                                 | Argentina                                                                | 1 – 0                                                                    | Belgio                                                                   | Mondiali 2014 - Quarti di finale                                         | Gonzalo Higuain                                                          | Cap: L.Messi                                                             |
| 9-7-2014                                                                 | San Paolo                                                                | Paesi Bassi                                                              | 0 – 0 dts (2-4 dtr)                                                      | Argentina                                                                | Mondiali 2014 - Semifinale                                               | -                                                                        | Cap: L.Messi                                                             |
| 13-7-2014                                                                | Rio de Janeiro                                                           | Germania                                                                 | 1 – 0 dts                                                                | Argentina                                                                | Mondiali 2014 - Finale                                                   | -                                                                        | Cap: L.Messi                                                             |
| Totale                                                                   |                                                                          | Presenze                                                                 | 41                                                                       |                                                                          | Reti                                                                     |                                                                          |                                                                          |

## Palmarès

### Giocatore
- Campionato Metropolitano: 2

River Plate: 1975, 1977
- Campionato Nacional: 3

River Plate: 1975
Estudiantes: 1982, 1983

### Allenatore

#### Competizioni nazionali
- Campionato argentino: 1

Estudiantes: Apertura 2010

#### Competizioni internazionali
- Coppa Libertadores: 1

Estudiantes: 2009